# Helmut Senekowitsch
Helmut Senekowitsch (Graz, 22 ottobre 1933 – Klosterneuburg, 9 settembre 2007) è stato un allenatore di calcio e calciatore austriaco.

## Carriera

### Giocatore
Iniziò la carriera nello Sturm Graz, squadra della sua città, venendo ceduto al First Vienna e poi al Betis Siviglia, in Spagna. Concluse la carriera in patria al Wacker Innsbruck. Disputò 18 partite con la Nazionale di calcio dell'Austria, segnando 5 reti e prendendo parte al Campionato mondiale di calcio 1958.

### Allenatore
La carriera di allenatore lo vide cominciare in patria, dove ebbe la possibilità di allenare anche la nazionale maggiore nel Campionato mondiale di calcio 1978, spostandosi poi in Spagna, Grecia, Cipro, Germania e Messico.

## Palmarès

### Giocatore

#### Competizioni nazionali
- Campionato austriaco: 1

Wacker Innsbruck: 1970-1971
- Coppa d'Austria: 1

Wacker Innsbruck: 1969-1970

### Allenatore

#### Competizioni nazionali
- Campionato austriaco: 2

Wacker: 1970-1971
Linz: 1973-1974
- Coppa d'Austria: 1

Wacker: 1969-1970
- Campionato greco: 1

Olympiakos: 1981-1982
- Coppa di Cipro: 1

Omonia: 1990-1991